# Prionolabis shikokuana
Prionolabis shikokuana là một loài ruồi trong họ Limoniidae. Chúng phân bố ở miền Cổ bắc.